# H.O.C. Zinck
Hardenack Otto Conrad Zinck (2. juli 1746 i Husum, Slesvig – 15. februar 1832 i København), var en tysk-dansk musiker.
Kun fem år gammel sang den lille Otto for Frederik 5., og inden sit tolvte år havde han af faderen lært at spille violin,
fløjte og klaver. Til sit 19. år gik han i Husum lærde skole, og 21-22 år gammel drog han til Hamborg, hvor han blev kirkesanger. Han studerede ivrigt musik, og navnlig blev Carl Philipp Emanuel Bach , der var kirkelig musikdirektør, og under hvem han sang, hans ledestjerne.

## Hamborg 1767
I musiklivet greb han virksomt ind, først og fremmest som fløjtevirtuos; han komponerede for dette instrument og skal have været den første fløjtenist af betydning i Hamborg. Desuden
var han en meget habil klaverspiller.
1774-76 gav han subskriptionskoncerter, to eller tre ad gangen, ved hvilke blandt andet store oratorier opførtes. Han informerede i sang, i alt fald Susanne Elisabeth Pontet (født 1745 og af fransk herkomst), hvem han ægtede 27. september 1774. De blev ansat 17. december 1777 ved det Meklenborg-Schwerinske kapel i Ludwigslust, han som fløjtenist, hun som sopransangerinde. Her komponerede han sine tiltalende, friske seks klaversonater (1782), hvori han ikke fornægtede sin originale natur og lod, så længe før Beethoven, den sidste udmunde i en sang.

## København 1786
I september 1786 gjorde Zinck med sin hustru en udflugt til København og præsenterede hende som sin sangelev og sig selv som fløjtenist ved en hofkoncert og en koncert på teatret. Begge gjorde lykke. 15. september 1787 ansattes han som akkompagnatør i Det Kongelige Kapel, med hvilken stilling en plads som syngemester ved teatret var forbundet.
Han kom i oktober 1787 samtidig med den nye kapelmester, J.A.P. Schulz, og begyndte med at danne et fast korpersonale; af 100 udvalgte han til operaen Cora 40, hvis «hæse Stemmer og hårdhudede Ører» gav ham nok at bestille; men, utrættelig som han var, kom han til et særdeles godt resultat. Som akkompagnatør, en stilling, der efterhånden undergik forandringer og skrumpede ind, dirigerede han, når Schulz havde forfald, ved klaveret i forening med koncertmesteren. Han komponerede P.A. Heibergs syngespil Selim og Mirza (1790), men dette hans eneste dramatiske forsøg vandt ikke synderligt bifald. Ved Vor Frelsers Kirke var han organist 1789-1801.

### Musiklærer ved det nye Blaagaard Seminarium
Fløjten lagde Zinck straks på hylden for at forsage virtuosvæsenet og ofre sig for, hvad der ganske opfyldte ham, ideerne om musikkens folkeforædlende, kulturbringende magt. De lå i tiden, og Schulz stillede sig i spidsen for bevægelsen. Til deres virkeliggjørelse var udbredelsen af folkelig sang, skole- og kirkesangens forbedring virksomme midler. Zinck blev efter Schulz’ anbefaling musiklærer ved det nye seminarium på Blaagaard, der var det første i Danmark (1791). Han fik bopæl på Blaagaard, men i 1808 flyttede seminariet til Jonstrup og fik det nye navn Jonstrup Seminarium, og her var Zinck ansat indtil 1811.
Vanskelighederne var store; han havde ingen hjælpemidler, kunne længe ikke udtrykke sig ret på dansk, og seminaristerne var ikke mere lærenemme end koristerne. Men hans begejstring for sagen overvandt alle hindringer, og efter nogle års forløb vandrede folk ud på Nørrebro for om aftenen at høre seminaristerne synge trestemmige sange i haven.
I 1798 satte han «selskabelige Syngeøvelser» i gang, assisteret af sin hustru, sine to døtre og den ældste søn Ludvig. Fire selskaber dannedes, det ene bestående af herrer, de andre af damer – spiren til de senere sangforeninger. Alle, omkring 50, sluttede sig sammen til to prøvekoncerter, der førte til stiftelsen af et «almindeligt syngeinstitut for Kjøbenhavns Ungdom» (1799). Som dets forstander og lærer udgav han skriftet Die nördliche Harfe i 1801 (Den nordlige Harpe ?) , men da bidragene til instituttet kun flød sparsomt, sov det sagte hen.

## Koralbog 1801
Som det vigtigste led i hans bestræbelser for kirke- og folkesang kan hans koralbog  fra 1801 betragtes, et arbejde, som Schulz havde måttet lade ligge. Den indførtes i alle kirker og holdt sig et halvt århundrede. Flere melodier deri er af ham og bruges endnu, dvs o. 1900. – 1798 var udkommet Evangelisk-kristelig salmebog 
Zinck udgav Kompositioner for Sangen og Klaveret, der udkom i hæfter, hvert med sit motto, og gennemså og rettede R. Andersens melodier til O.D. Lütkens hus- og skolesangbog, hvori en snes melodier er af ham. Lejlighedskompositioner, større og mindre, skrev han i mængde, og han ville helst, at de udførtes af den pågældende kreds «uden Lejesvende». Glædende sig over al god musik brød han sig ikke om, at han ikke kunne
regnes til de betydelige komponister, og satte mest pris på at gælde som «offentlig Musiklærer».
Da hans kære seminarium i 1809 flyttedes til Jonstrup, ved hvilken lejlighed han blev titulær professor, fortsatte han endnu i to år sin virksomhed der og vandrede den lange vej om lørdagen ud og om mandagen tilbage. Skrivende forfægtede han, navnlig i forskellige tidsskrifter, sine anskuelser om sangens anvendelse som «højere Gymnastik» og som «Hjælpemiddel til at udvikle de ædleste Evner». Alle hans gode ønsker forenedes i ordet harmoni, «Harmoni i Kunsten, i de menneskelige følelser, i fædrelandet, i det hele Universum». Men det hemmede hans praktiske undervisning, at han ville lægge for megen teori og belæring ind deri.
Efter 20 års tjeneste ved teatret havde Zinck en koncertbenefice, der fandt stor tilslutning. Altid original og tilsigtende«højtidelig harmonisk Sang» om borgerdyd og borgerheld og slutte med en «højtidelig Lovsang i to fuldstændige Kor» af engle og bønder.
Hans syngemesterembede bestod da i at indstudere solopartierne med operasangerne; i en tidligere tid havde han sammen med Potenza 
haft det hverv at uddanne vordende sangere – han nævnede Frydendahl og Knudsen som sine elever
 – men dette lå dog ikke ret for ham. I 1817 overtog sønnen Ludvig hans stilling som første syngemester, men, skønt 71 år gammel, gik han dog endnu ikke af; han blev «overladt til sin frie Virksomhed
for Musikkens og Syngevæsenets Fremme» og afskedigedes først 23. juni 1821.
Som olding bevarede han sin lidenskabelige kærlighed til kunsten, men han følte sig som «musikalsk Eremit».
Han døde i København, og hans hustru fulgte ham 19. april samme år. –  
Litteratur anvendt af Carl Thrane i DBL
J. Sittard: Geschichte des Musik- und Concertwesens in Hamburg (1892).
Minerva 1801 og 1804.
Erslew: Forfatterlexicon
Musikforeningens Tidsskrift
Af salmer og sange som har melodier af Zinck kan nævnes
- Nu kom der bud fra englekor (Kingo)
- Nu rinder solen op af østerlide (Kingo)
- Langt højere bjerge så vide på jord (Grundtvig)